# Dietrich von Dalwigk
Dietrich von Dalwigk (lat. Theodericus) († 6. Mai 1359) war von 1336 bis zu seinem Tod Fürstabt von Corvey.

## Leben
Dietrich von Dalwigk entstammte der im gleichnamigen Dorf begüterten waldeckischen Adelsfamilie Dalwigk, einer corveyischen Ministerialenfamilie. Auf Veranlassung von König Johann von Böhmen wurde Dietrich als Mönch in das Kloster Corvey aufgenommen, zu dessen Abt er 1336 als Nachfolger des mit ihm verwandten Ruprecht von Horhausen gewählt wurde. Kaiser Karl IV. bestätigte ihm am 7. Februar 1349 das bereits von Kaiser Otto IV. verliehene Recht auf Gründung eines Fehmgerichts in seiner Diözese, was Abt Dietrich zur Prägung einer Gedenkmünze mit dem Namen Carolvs IV. und der Umschrift „Tideric. I. Abb. Corbej. XXXVII.“ sowie einer Darstellung der Justitia mit der Devise „Discite justitiam moniti“.
1345 belehnte Dietrich Graf Bernhard V. von Lippe mit einem Teil der Grafschaft Schwalenberg einschließlich der Burg Stoppelberg. Am 19. April 1349 schloss er mit Graf Otto II. von Waldeck wegen der Streitigkeiten um die Burg Lichtenfels in Dalwigksthal im Landkreis Waldeck-Frankenberg einen Vergleich, bei dem der Graf dem Kloster wegen dem diesem zugefügten Schaden 300 Mark zu zahlen habe. 1355 schloss er mit Erzbischof Gerlach von Mainz ein Schutzbündnis. 1356 erteilte er der Stadt Höxter die Erlaubnis zur Errichtung einer dreifachen Stadtmauer, wobei er sich das Öffnungsrecht vorbehielt. Während seines Abbatiats erfolgte der Bau eines Schlosses im benachbarten Fürstenau.
Dietrich von Dalwigk verstarb „nach einer 23jährigen, weisen aber sorgenvollen Regierung im hohen Alter am 9. Mai 1359.“ Sein Grabmal in der Abteikirche trug die Inschrift Dormit in hac tumba sine luxu et sine pompa Tidericus Dalwich Candidus atque pius. Animae fidelium requiescant in pace. Nach seinem Tode wurde zunächst Heinrich von Spiegel zum Desenberg zu seinem Nachfolger gewählt und, als dieser im darauffolgenden Jahr zum Fürstbischof von Paderborn gewählt wurde, Reinhard I. von Dalwigk.